# Umbertide
Umbertide – miejscowość i gmina we Włoszech, w regionie Umbria, w prowincji Perugia.
Według danych na rok 2004 gminę zamieszkiwały 15 254 osoby, 76,3 os./km².